# Elin Pelin (stad)
Elin Pelin (bulgariska: Елин Пелин) är en distriktshuvudort i Bulgarien. Den ligger i kommunen Obsjtina Elin Pelin och regionen Sofijska oblast, i den västra delen av landet, 23 km öster om huvudstaden Sofia. Elin Pelin ligger 549 meter över havet och antalet invånare är 7 373.